# Kóbun
Kóbun (648–672) byl v pořadí 39. japonským císařem dle tradičního seznamu japonských císařů. Vládl v roce 672. Na trůnu se udržel pouhých několik dnů. Narodil se v roce 648, zemřel v roce 672. Jeho vlastní jméno bylo Ótomo.
Kóbun byl synem císaře Tendžiho. Postihl ho stejný osud jako některé jiné panovníky (např. Džunnin), tj. nebyl uváděn na oficiálních seznamech japonských císařů. Na seznamech se jeho jméno objevuje až od konce 19. století, kdy v „Zemi vycházejícího slunce“ vládl císař Mucuhito, známější jako Meiji (Meidži).
Po smrti Kóbuna na trůn usedl císař Temmu.
| Japonští císaři    | Japonští císaři | Japonští císaři |
| ------------------ | --------------- | --------------- |
| Předchůdce: Tendži | 672 Kóbun       | Nástupce: Temmu |